# Luis de Milá y de Borja
Luis Juan de Milá y de Borja, en valenciano Lluís Joan del Milà i de Borja (Játiva, ca. 1430/1432 - Bélgida, 1510) fue un obispo y cardenal español, nepote de Calixto III.

## Biografía

### Familia
Hijo de Juan de Milá y Centelles (m. 1460), IV barón de Masalavés, y de su esposa Catalina de Borja y Martí, hermana del obispo de Valencia Calixto III, y primo hermano de Rodrigo de Borja, que sería papa con el nombre de Alejandro VI.
Su hermano Pedro de Milá y de Borja, V barón de Massalavés, fue esposo de Covella del Doce, hija de Garietta del Doce y de su esposa Elena Marramaldo, y su hermano Auxia de Milá y de Borja (?-Valencia, 1464) casó con Luisa d'Alagno, hija de Nicola d'Alagno y de su esposa Covella Toraldo y hermana de Lucrezia d'Alagno, amante de Alfonso V de Aragón, con descendencia. Su hermana Damiata de Milá y de Borja fue esposa de Gerardo de Castroverde, barón de Genovés, su hermana Lucrezia de Milá y de Borja fue esposa de Michele Cossa o Coscia, señor de Procida, con descendencia, y su hermana Adriana de Milá y de Borja (?-c. 1509) casó con Lodovico Migliorati, señor de Bassanello, cuyo hijo Orsino Migliorati, conde de Bassanello, se casó con Julia Farnesio.
|  |                                                          |  |  |  |  |  |  |  |  |  |  |  |  |  |  |  |
|  | Andreu de Milà, II barón de Masalavés                    |  |  |  |  |  |  |  |  |  |  |  |  |  |  |  |
|  |                                                          |  |  |  |  |  |  |  |  |  |  |  |  |  |  |  |
|  |                                                          |  |  |  |  |  |  |  |  |  |  |  |  |  |  |  |
|  | Joan de Milà, III barón de Masalavés                     |  |  |  |  |  |  |  |  |  |  |  |  |  |  |  |
|  |                                                          |  |  |  |  |  |  |  |  |  |  |  |  |  |  |  |
|  |                                                          |  |  |  |  |  |  |  |  |  |  |  |  |  |  |  |
|  | Joan de Milà i Centelles, IV barón de Masalavés          |  |  |  |  |  |  |  |  |  |  |  |  |  |  |  |
|  |                                                          |  |  |  |  |  |  |  |  |  |  |  |  |  |  |  |
|  |                                                          |  |  |  |  |  |  |  |  |  |  |  |  |  |  |  |
|  | Geraldona de Centelles                                   |  |  |  |  |  |  |  |  |  |  |  |  |  |  |  |
|  |                                                          |  |  |  |  |  |  |  |  |  |  |  |  |  |  |  |
|  |                                                          |  |  |  |  |  |  |  |  |  |  |  |  |  |  |  |
|  | Luis de Milá y de Borja                                  |  |  |  |  |  |  |  |  |  |  |  |  |  |  |  |
|  |                                                          |  |  |  |  |  |  |  |  |  |  |  |  |  |  |  |
|  |                                                          |  |  |  |  |  |  |  |  |  |  |  |  |  |  |  |
|  | Domènec I de Borja                                       |  |  |  |  |  |  |  |  |  |  |  |  |  |  |  |
|  |                                                          |  |  |  |  |  |  |  |  |  |  |  |  |  |  |  |
|  |                                                          |  |  |  |  |  |  |  |  |  |  |  |  |  |  |  |
|  | Juan Domingo de Borja i Doncel, señor de Torre de Canals |  |  |  |  |  |  |  |  |  |  |  |  |  |  |  |
|  |                                                          |  |  |  |  |  |  |  |  |  |  |  |  |  |  |  |
|  |                                                          |  |  |  |  |  |  |  |  |  |  |  |  |  |  |  |
|  | Caterina Doncel                                          |  |  |  |  |  |  |  |  |  |  |  |  |  |  |  |
|  |                                                          |  |  |  |  |  |  |  |  |  |  |  |  |  |  |  |
|  |                                                          |  |  |  |  |  |  |  |  |  |  |  |  |  |  |  |
|  | Catalina de Borja i Llançol                              |  |  |  |  |  |  |  |  |  |  |  |  |  |  |  |
|  |                                                          |  |  |  |  |  |  |  |  |  |  |  |  |  |  |  |
|  |                                                          |  |  |  |  |  |  |  |  |  |  |  |  |  |  |  |
|  | Francina Llançol                                         |  |  |  |  |  |  |  |  |  |  |  |  |  |  |  |
|  |                                                          |  |  |  |  |  |  |  |  |  |  |  |  |  |  |  |
|  |                                                          |  |  |  |  |  |  |  |  |  |  |  |  |  |  |  |

### Canónigo
Gracias a los favores de su tío Alfonso, que en 1444 había sido creado cardenal por Eugenio IV, Luis Juan fue canónigo de la Colegiata de Játiva en 1448, de la Catedral de Valencia el año siguiente y de la de Lérida el otro.  

### Viaje a Italia
Alfonso se encontraba en Roma formando una clientela entre sus paisanos catalanes y aragoneses, y cerca del año 1450 llamó junto a él a sus cuatro sobrinos, Luis Juan, su hermano Pedro y los primos de estos Rodrigo y Pedro Luis.  Luis Juan y Rodrigo estudiaron primero en Roma bajo la tutela del humanista Gaspare da Verona y después fueron enviados a cursar derecho civil y canónico a la Universidad de Bolonia; durante su estancia aquí fueron nombrados obispos de Segorbe y Gerona, respectivamente.

### Cardenal y legado en Bolonia
En abril de 1455 el tío Alfonso fue elegido papa y dos meses después Luis Juan fue nombrado legado apostólico y gobernador de Bolonia en sustitución del cardenal Basilio Besarión.  Sin embargo su gobierno fue más ceremonial que efectivo, debido a la creciente autoridad política que el senado boloñés y el signore Sante Bentivoglio habían desarrollado en los últimos años.
En el consistorio del 20 de febrero de 1456 el papa creó cardenales a Luis Juan, a Rodrigo y a Jaime de Portugal, ante las protestas del Colegio Cardenalicio por la juventud e inexperiencia de los nuevos purpurados y por el evidente nepotismo del papa.  El nombramiento se mantuvo en secreto para no provocar el despecho del rey de Nápoles Alfonso V y del duque de Milán Francesco Sforza, que habían visto rechazados sus candidatos al capelo.  La elevación se hizo pública en el consistorio del 17 de septiembre de 1456, en octubre Luis Juan recibió el título de los Cuatro Santos Coronados y pronto empezó a recibir numerosos beneficios eclesiásticos: abad comendatario de Grasano y San Iannuario en el Piamonte, de Santos Víctor y Corona, San Jenaro y San Benigno de Muleyo en Vercelli, San Breme en Pavía, Durano y San Mercurial en Forlì, arcediano de la Catedral de Bolonia, prepósito de Santa Marta Extramuros de Novara y una pensión de 2000 ducados sobre los frutos de la mesa episcopal de Gerona.

### Pontificado de Pío II
En agosto de 1458 Calixto III murió mientras Luis Juan viajaba de Bolonia a Roma para visitarlo.  Participó en el cónclave de 1458 en el que fue elegido papa Pío II, a quien acompañó al Congreso de Mantua convocado para organizar la cruzada contra los turcos.  En 1459 cambió su diócesis de Segorbe, que nunca había visitado, por la de Lérida, de la que tomó posesión por procurador.

### Regreso a España
Durante su estancia en Italia se había desatado la guerra civil catalana, y en abril de 1464 Luis Juan viajó a Cataluña comisionado por Pío II para conseguir el fin de las hostilidades.
Los años 1467-69 los pasó en Italia durante el pontificado de Paulo II, pero alejado de Roma por el mal clima que afectaba su salud y sin un papel eclesiástico ni político relevante. Este último año regresó definitivamente a España y asistió como representante de la diócesis de Lérida a las Cortes de Monzón convocadas por Juan II.

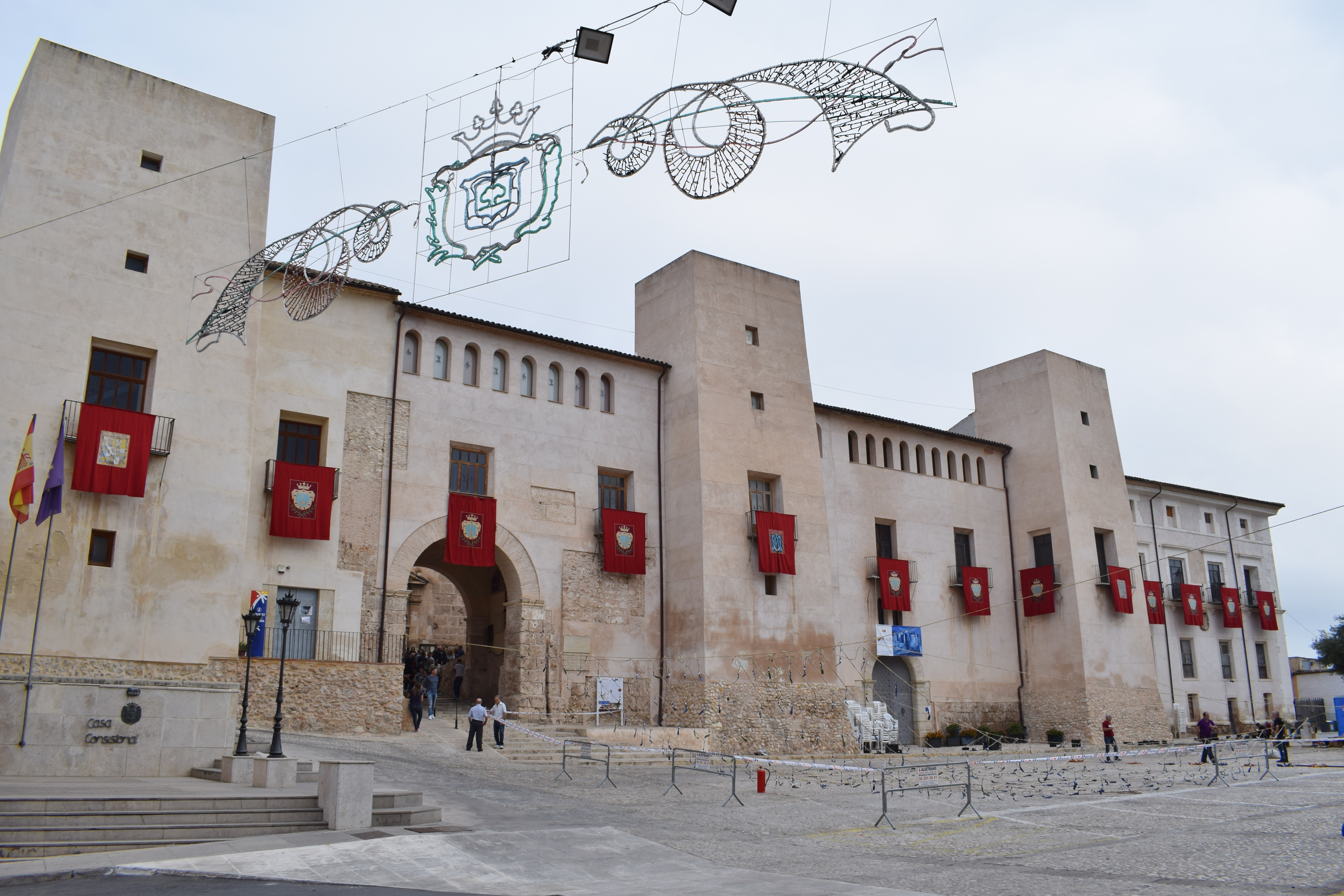
Palacio de Albayda.

En 1471 compró la villa de Albayda con los lugares de Carrícola, Bufali, Palomar, Benissoda y Adzaneta con la intención de fundar un sólido patrimonio territorial y nobiliario y comenzó la construcción del Palacio de Albaida que de allí en adelante fue su residencia y la de su familia, pues de su relación con una mujer llamada Angelina Ram tuvo al menos tres hijos legitimados: Jaume, que fue I conde de Albayda, Lluís, canónigo, y Caterina, que fue condesa de Almenara por matrimonio.  
Alejado de sus obligaciones eclesiásticas, en la Curia romana se le reprochaba su ausencia  «mirando al bien privado más que al público, y olvidado de sus deberes sacerdotales».  Cuando Fernando II de Aragón le exhortó a volver a Italia para ayudar al papa Sixto IV durante la toma de Otranto por los turcos, se excusó alegando su delicada salud y la necesidad de reposo; cuando en 1483 murió Guillaume d'Estouteville, Luis Juan pasó a ser el cardenal protopresbítero, pero nunca ejercitó la opción de ascender al orden de los cardenales-obispos ni la de llegar a ser decano del Colegio Cardenalicio como el más antiguo de ellos.  Al mismo tiempo gobernó su diócesis de Lérida desde Albaida a pesar de las peticiones del cabildo para que residiera en la misma, y fue conocida su desidia por el mantenimiento y enriquecimiento del patrimonio eclesiástico: tardó ocho años en tomar medidas para restaurar los daños producidos por el incendio de la sacristía de la catedral ilerdense, y solo lo hizo bajo la amenaza del secuestro de sus rentas eclesiásticas por el rey.
Renunció como obispo de Lérida poco antes de su muerte. Fue enterrado primero en la iglesia de Bélgida y después de 1574 trasladado al convento dominico de Santa Ana cerca de Lérida, que había financiado.

## Sucesión
| Predecesor: Gisberto Pardo de la Casta | Obispo de Segorbe 1453-1459 | Sucesor: Pedro Baldó  |
| Predecesor: Antonio Cerdá y Lloscos    | Obispo de Lérida 1459-1510  | Sucesor: Juan Enguera |